# Radiátor

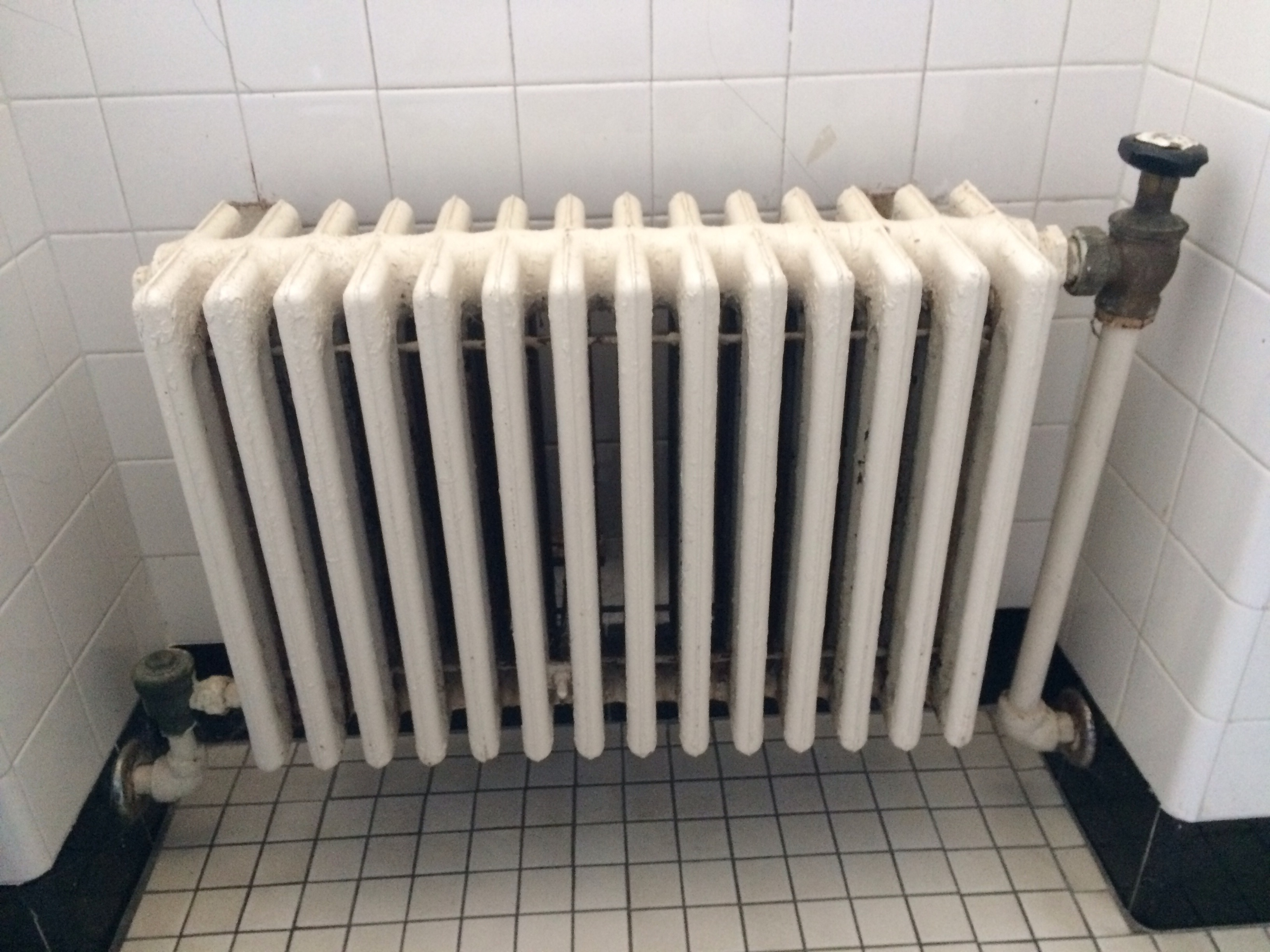
Régi, öntöttvas radiátor

Radiátoron a gyakorlatban olyan fajta fűtőtesteket értünk, amelyben valamilyen forró folyadék keringetésével melegíti fel a levegőt és azon keresztül a környezetét. A radiátorok, a konvektorokkal együtt, a fűtőtestek közös csoportjába tartoznak, amelyek a hőenergiát a hőcserélés elvének segítségével adják le. A radiátorok – nevükkel ellentétben – a hőenergia döntő részét nem hősugárzás (hőradiáció) útján adják le, hanem konvekció, azaz hőáramlás útján, mint a konvektorok. (Ez alól csupán néhány speciális, például űrállomásokon használt radiátor kivétel.) Mai fogalmaink és működési elvük alapján a radiátorokra a „belső folyadékkeringetéssel működő konvektor” lenne a helyes elnevezés. A radiátor elnevezést történeti okokból használjuk, a radiátor szó ugyanis a folyadékkeringetést alkalmazó fűtőkészülékre azelőtt elterjedt, hogy a fizikában az elektromágneses sugárzást (és a részét képező infravörös hősugárzást), valamint az áramlásos hővezetést elkülönítették.

## Radiátor vagy konvektor
A „radiátor” elnevezés azt sugallja, hogy azokat a fűtőtestek nevezzük radiátornak, amelyek hőleadása elsősorban hősugárzás (infravörös sugárzás) útján történik, azokat a fűtőkészülékeket pedig, amelyek hőáramlással (konvekcióval), azokat konvektoroknak. A valóságban a radiátornak nevezett készülékek – a konvektorokkal egyezően – a hőjüket döntően konvekciós hőleadás (hőáramlás) útján adják át a környezetüknek. Azaz a fűtőtest meleg (általában fém) anyaga a vele közvetlenül érintkezésbe lépő levegőrészecskéket melegíti fel, a felmelegedett, könnyebbé vált levegő felszáll – tovaáramlik –, majd e meleg légrészecskék a felvett hő egy részét továbbadják a helyiség távolabbi légrészecskéinek, tárgyainak. A fűtőtesthez pedig helyükbe a helyiség alsó hűvösebb levegője áramlik, a levegő fokozatos keringésével, keveredését okozva.
A radiátorokra működési elvük alapján a „belső folyadékkeringetéssel működő konvektor” lenne a helyes elnevezés. A radiátor szót történeti okokból használjuk, ugyanis 1834-ben Denison Olmsted amerikai fizikus a radiátor szót használta saját, folyadékot alkalmazó sütőkészüléke szabadalmi leírásában, az elnevezés azután a minden hasonló, folyadékkeringetést alkalmazó fűtőkészülékre elterjedt. Eközben a fizikában az elektromágneses sugárzást (és a részét képező infravörös hősugárzást), valamint az áramlásos hővezetést (konvekciót) csak a 20. században különítették el.
A gyakorlatban ma radiátornak nevezik mindazokat a készülékeket, amelyekben valamilyen forró folyadék kering (gyakran különböző  lapkákkal, rácsokkal megnövelt felületű) csövekben,  a „konvektor” kifejezést pedig azokra a készülékekre értjük, melyekben van belül valamilyen közvetlen hőforrás (pl. gázláng), ami közelébe valamilyen fűtőelemet (például a gázkonvektorokban fémlemezeket) beiktatnak, és ezek közvetítésével melegítik fel a helyiség készüléken átáramló levegőjét. A radiátorokkal és a konvektorokkal szemben valóban hősugárzás, azaz infravörös hőhullámok útján adják le a hőenergia nagy részét a valódi hősugárzók, az infrafűtőtestek.

## Működési elve: a konvekció (áramlásos hőleadás)
A fűtővízzel működő radiátor esetében a hőtermelés forrása (pl. központi gázkazán) felmelegíti a fűtőrendszer csőrendszerében található vizet. A felmelegített fűtővíz keringető szivattyúk segítségével eljut a radiátortestbe. A forró víz áthaladása közben átadja a hőt a radiátor anyagának (amit általában minél nagyobb felületűre alakítanak ki), a fűtőtest anyaga pedig a vele közvetlenül érintkezésbe lépő, „nekipattanó” levegőrészecskéket melegíti fel. A felmelegedő, ezáltal ritkábbá, így könnyebbé váló levegő felszáll, tovaáramlik (innen az „áramlásos hőleadás” kifejezés), majd a meleg légrészecskék a fűtőtestnél felvett hő egy részét továbbadják a helyiség távolabbi légrészecskéinek és tárgyainak. A fűtőtesthez eközben helyükbe a helyiség alsó, hűvösebb levegője áramlik, a levegő fokozatos keringését, keveredését okozva. Tehát összességében a felmelegített levegő áramlásának hatására a helyiség levegője és tárgyai fokozatosan felmelegszenek.

## Típusai

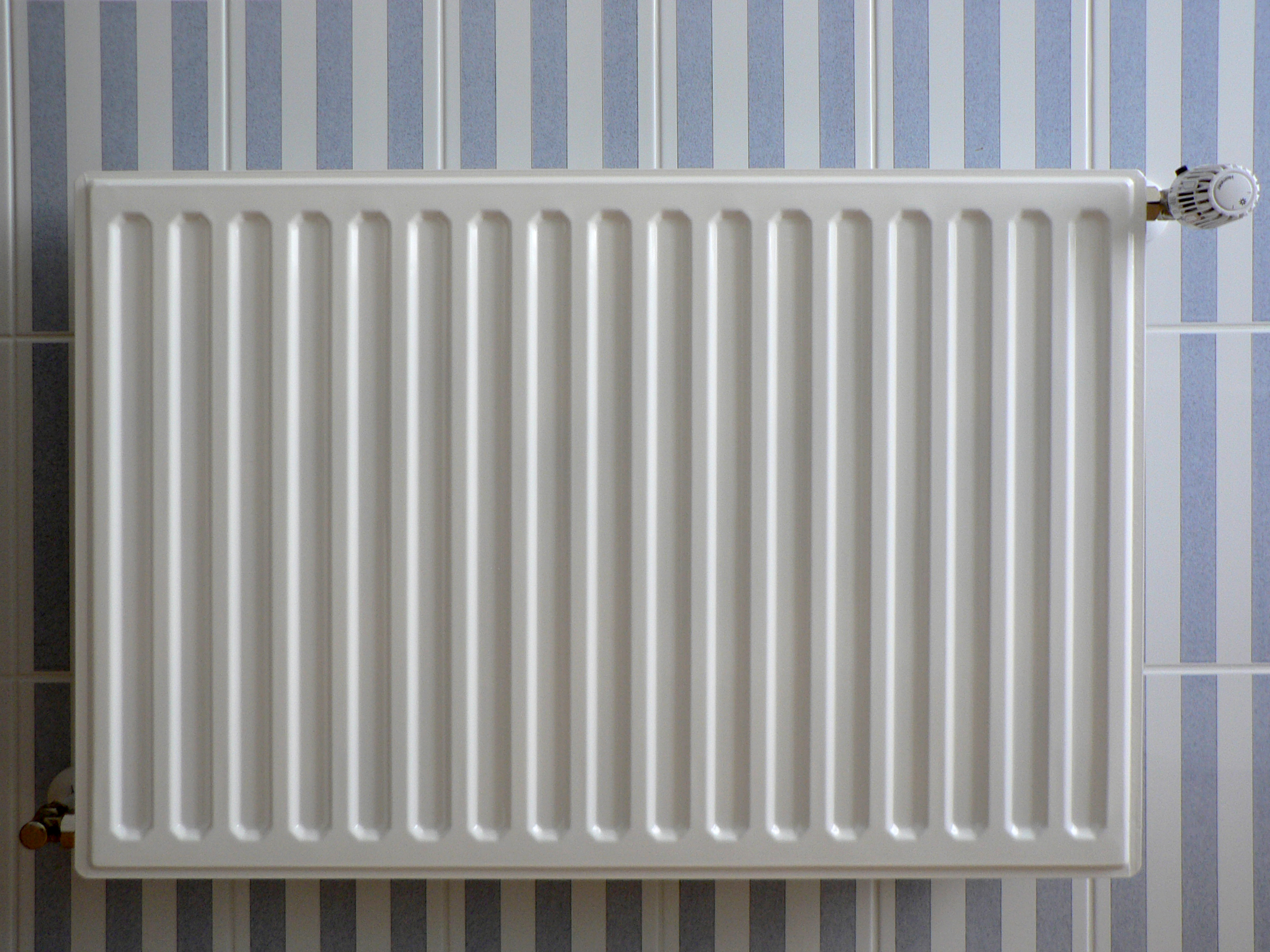
Modernebb lapradiátor egy központi fűtésrendszer részeként. A hőleadó felületet a csövek között is "lapként" folytatódó fémanyag és a bordaszerű beugrások növelik.

Az energiaforrás alapján lehet elektromos vagy meleg vizes a radiátor, de egyre elterjedtebb a kettő kombinációja, a vegyes üzemű radiátor.
Formájuk alapján tagos, lap-, cső- és egyedi tervezésű radiátorok vannak. A tagos radiátorok jellemzően régebbi építésű lakásokban találhatók meg, mint a már nem gyártott öntöttvas radiátorok (képet ld. fent), míg a lapradiátor a készülékek egy modernebb kinézetű fajtája. Csőradiátorokat általában fürdőszobában helyeznek el törülközőszárítás céljából.
A fűtőtest anyagát tekintve jellemzően acél, réz, öntöttvas, alumínium, rozsdamentes acél, illetve üveg. Borításuk lehet festett, krómozott, de különleges borítások is léteznek, mint: fa-, üveg-, esetleg tükörborítás.
A radiátorok hálózatba kötés szerint kétfélék lehetnek. Egycsöves rendszerek esetén az első radiátorból távozó víz a soron következő radiátorba áramlik tovább, míg a kétcsöves rendszerekben párhuzamosan kerülnek összekötésre a radiátorok.

### Hordozható radiátorok

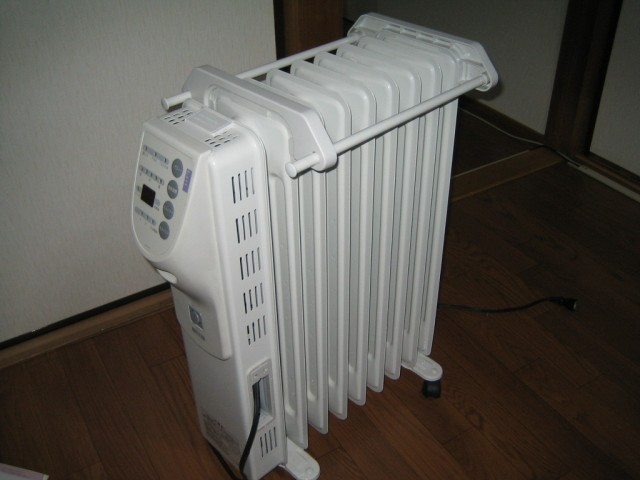
Szobai elektromos olajradiátor

Az elektromos olajradiátorok elektromos fűtőtekercsekkel olaj közeget melegítenek fel. Az olajat az teszi a célra megfelelő közeggé, hogy nem okoz korróziót, jó elektromos szigetelő, és a forráspontja is magas. Az olajradiátorok is konvekciós, áramlásos hőleadással adják le a hőt, tehát a környező levegőt melegítik fel, és az kering a helyiségben. Ennek[összefüggés?] és a központi cirkófűtéshez képest alacsonyabb teljesítményüknek betudhatóan lassabban melegítik fel a helyiséget, az olaj hőtároló képességének köszönhetően viszont a lekapcsolás után még adnak át hőt a környezetüknek.

## Jellemzői
A radiátoros fűtési rendszer használata viszonylag egyszerű, kiegészítő készülékekkel való felszerelése lehetővé teszi a fűtés szabályozását, így hatékonyabb és gazdaságosabb hőtermelést tesz lehetővé, továbbá gyorsan reagál a szabályzásra.

## Kapcsolódó oldalak
- Konvektor
- Hőmérsékleti sugárzás
- Elektromágneses sugárzás